# Валентина Кортезе
Валентина Кортезе (1. јануар 1923 — 10. јул 2019), која се понекад назива Валентина Кортеза, била је италијанска филмска и позоришна глумица. У својој 50-годишњој каријери, појавила се у филмовима италијанских и међународних редитеља попут Микеланђела Антонионија, Федерика Фелинија, Франка Зефирелија, Франсоа Труфоа, Терија Гилијама, Џозефа Л. Манкијевича и других.

## Биографија
Валентина Кортезе је рођена у Милану од самохране мајке и одрасла на селу, прије него што је послата у Торино да живи са баком и дједом по мајци 1930. године. Након што је упознала диригента Виктора де Сабату, тада ожењеног са дјецом и 31 годину старијег од себе, напустила је средњу школу и отишла за њим у Рим, гдје је уписала (и касније дипломирала) Националну академију драмских уметности (Accademia d'arte drammatica). Први пут се појавила на сцени прије него што је добила уговор са Скалера Филм 1941. године и дебитовала на филму малом улогом у филму L'orizzonte dipinto.
Валентинине прве важне филмске улоге биле су у Roma Città Libera (1946), Les Misérables (1948) и Лутајући Јевреј (1948).Године 1948. такође је окончана њена веза са Де Сабатом. Њено појављивање у британској продукцији Стаклена планина (1949) довело је до бројних улога у међународним продукцијама, укључујући и филм Аутопут лопова Џулса Дасина (1949), за који се определио њен тадашњи партнер Дасин умјесто оригиналне улоге која је била намјењена глумици Шели Винтерс, и Роберт Виса. Кућа на брду Телеграф (1951). Године 1951. удала се за свог колегу из Кућа на брду телеграф Ричарда Бејзхарта, са којим се вратила у Италију.
Године 1960., Кортезе и Басехарт су се развели, а Басехарт се вратио у САД, остављајући у њеном старатељству њихово једино дијете, Џеки. Наредних година радила је за различите режисере као што су Марио Бава (Девојка која је превише знала, 1963), Бернхард Вики (Посета, 1964), Федерико Фелини (Јулијета духова, 1965), Роберт Олдрич (Легенда Лајла Клер, 1968) и Џозефа Лозија (Убиство Троцког, 1972). За свој наступ у филму Дан за ноћ Франсоа Труфоа (1973) добила је награду БАФТА, Награду Националног друштва филмских критичара и Награду круга филмских критичара Њујорка, и била је номинована за Оскара који је на крају припао Ингрид Бергман. У свом говору о прихватању, Бергман је приметила да сматра да је Кортезе требало да добије награду.
Док су њени каснији филмови били углавном мањег умјетничког интереса, Кортезе је била континуирано успјешна на сцени, радећи са Ђорђом Штрелером, са којим је имала дуготрајну везу, Франком Зефирелијем, Лукином Висконтијем и Патрис Шером. Године 1980. удала се за индустријалца Карла Де Анђелија. Њен посљедњи филм био је Зефирелијев Врабац из 1993. године.
Валентина Кортезе је преминула 10. јула 2019. године у 96. години. Франческо Патјерно је 2017. године документовао њен живот у филму Дива!, заснованом на њеној аутобиографији из 2012. године под називом Quanti sono i domani passati („Колико је сутра прошло“).

## Дио филмографије
- L'orizzonte dipinto (1941)
- The Actor Who Disappeared (1941)
- The Hero of Venice (1941) – Алина
- First Love (1941) – Нерина Реди
- Girl of the Golden West (1942) – Маџ / Хуанита
- The Jester's Supper (1942) – Лизабета
- The Queen of Navarre (1942) – Елеонора Даустриа
- Soltanto un bacio (1942) – Марија Ренда / Луиса Ренда
- Orizzonte di sangue (1942) – Лидија
- Fourth Page (1942) – Валентина, секретарица
- Happy Days (1942) – Маријана
- 4 ragazze sognano (1943) – Енрихета Дорленсе
- La carica degli eroi (1943)
- No Turning Back (1945) – Валентина
- The Ten Commandments (1945) – (сегмент "Non nominare il nome di Dio invano")
- Chi l'ha visto? (1945) – Луисела
- Rome, Free City (1946) – дјевојка
- A Yank in Rome (1946) – Марија, учитељица
- Bullet for Stefano (1947) – Барбара
- The Courier of the King (1947) – Луиз де Ренал
- Les Misérables (1948) – Fantine и Cosette
- The Wandering Jew (1948) – Естер
- Crossroads of Passion (1948) – Марија Пилар
- The Glass Mountain (1949) – Алида
- Black Magic (1949) – Зораида
- Thieves' Highway (1949) – Рика
- Malaya (1949) – Луана
- Women Without Names (1950) – Југословенка Ана Петровић
- Shadow of the Eagle (1950) – Елизабет, принцеза Теракова
- The Rival of the Empress (1951) – принцеза Теракова
- The House on Telegraph Hill (1951) – Викторија Ковелска
- Secret People (1952) – Марија
- Lulu (1953) – Лулу
- Jealousy (1953) – Агрипина (глас, некредитовано)
- The Walk (1953) – Лиса
- Angels of Darkness (1954) – Вали
- Marriage (1954) – Наталија Стефановна Чубукова
- Avanzi di galera (1954) – Лупрандијева жена
- The Barefoot Contessa (1954) – Елеонора Торлато-Фаврини
- Adriana Lecouvreur (1955) – Адриана Луковре
- Le Amiche (1955) – Нене
- Il conte Aquila (1955) – Тереза Касати
- Faccia da mascalzone (1956)
- Magic Fire (1956) – Матилда Весендонк
- The Rocket from Calabuch (1956) – Елоиса, учитељица школе
- Dimentica il mio passato (1957)
- Kean – Genio e sregolatezza (1957) – Фани (некредитовано)
- Amore a prima vista (1958)
- Love and Troubles (1958) – Мариса
- Square of Violence (1961) – Ерика Бернарди
- Barabbas (1961) – Јулија
- Axel Munthe, The Doctor of San Michele (1962) – Елеонора Дусе
- The Girl Who Knew Too Much (1963) – Лаура Кравен-Торани
- The Visit (1964) – Матилда Милер
- The Possessed (1965) – Ирма
- Juliet of the Spirits (1965) – Валентина
- Black Sun (1966) – Марија
- The Legend of Lylah Clare (1968) – грофица Божо Бедони
- Listen, Let's Make Love (1968) – Лалова мајка
- Oh, Grandmother's Dead (1968) – Орнела
- The Secret of Santa Vittoria (1969) – Габријела (некредитовано)
- Give Her the Moon (1970) – Мадлин де Лепин
- First Love (1970) – мајка
- The Love Mates (1970) – Ева
- The Boat on the Grass (1971) – Кристина
- The Iguana with the Tongue of Fire (1971) – госпођа Собиески
- Chronicle of a Homicide (1972) – Луиза Сола
- Brother Sun, Sister Moon (1972) – Пика Ди Бернардоне
- The Assassination of Trotsky (1972) – Наталија Седова Троцки
- Day for Night (1973) – Северина
- Appassionata (1974) – Елиза Рутели
- Tendre Dracula (1974) – (некредитовано)
- The Kiss of Death (1974) – Елизабет Бликсен
- Amore mio non farmi male (1974) – Сабина Фошини
- Dracula in the Provinces (1975) – Олгина Франкети
- Kidnap Syndicate (1975) – Грација Филипини
- Son tornate a fiorire le rose (1975) – Сабина Фошини
- Nick the Sting (1976) – Реина – Никова мајка
- The Big Operator (1976) – удовица
- Jesus of Nazareth (1977, телевизијска мини серија) – Иродијада
- Nido de viudas (1977) – Долорес
- Tanto va la gatta al lardo... (1978) – Вилма / Лонилда Боско Казагранде
- Satan's Wife (1979) – Еленаа Мерил
- When Time Ran Out (1980) – Роза Валдез
- La ferdinanda: Sonate für eine Medici-Villa (1982) – Катерина де Доминикис
- Via Montenapoleone (1987) – Гвидова мајка
- Tango blu (1987) – Ракеле Чиљо
- Young Toscanini (1988) – појављивање (некредитовано)
- The Adventures of Baron Munchausen (1988) – Краљица Ариадне / Виолета
- Buster's Bedroom (1991) – Серафина Таненбаум
- Sparrow (1993) – главна часна сестра (посљедња филмска улога)